# Golubka
Golubka (deutsch Gollupken, 1938–1945 Lübeckfelde) ist ein zur Gemeinde Kalinowo (Kallinowen, 1938 bis 1945 Dreimühlen) zählendes Dorf im nordöstlichen Masuren in der polnischen Woiwodschaft Ermland-Masuren, Powiat Ełcki (Kreis Lyck).

## Geographische Lage
Das Dorf befindet sich rund acht Kilometer westlich der Ortschaft Kalinowo an der Landesstraße 16 von Ełk über Wysokie (Wyssocken, 1938 bis 1945 Waltershöhe) nach Kalinowo. Die Kreisstadt Ełk liegt zwölf Kilometer weiter südwestlich.

## Geschichte
Der Ort Gollubken wurde im Jahr 1505 gegründet. Grundlage der Gründung war ausgehend durch Binnenwanderung von der Ordensburg Lyck aus die Errichtung eines sogenannten Pflügerdorfes, auch Oratzen genannt, die weitgehend direkt dem König unterstehend frei von Privilegien waren und auch keinen Schulzen besaßen. Der Name des Ortes leitet sich von dem polnischen Wort für Taube ab. Ein Bezug befindet sich hier namentlich zum benachbarten 1440 erstmals urkundlich erwähnten Gollubien (polnisch Golubie), dem Stamm- und Familiensitz der Familie Rogalla von Rogale (oder: Rogala Rogalski), ab 1740 Rogalla von Bieberstein war. In der Anfangszeit wurde der Ort unter dem Namen Monethen geführt. Schon recht früh war eine Windmühle im Ort verzeichnet.
1656 erfuhr die Region um Kallinowen herum und damit auch Gollubken durch den Einfall der mit Polen verbündeten Tataren weitgehende Zerstörung.
1740 erhielt Gollubken eine eigene Schule, die bei ihrer Einrichtung 22 Schüler und einen Lehrer aufwies. 1771 wurde im Ort ein Daniel Michalczyk als Besitzer über 1½ Hufen erwähnt.
Um 1785 herum änderte sich die Schreibweise des Ortes von Gollubken in Gollupken.
Am 27. Mai 1874 wurde im Zuge einer preußischen Gemeindereform neu ein Amtsbezirk Gollupken gebildet, der – am 15. November 1938 in „Amtsbezirk Lübeckfelde“ umbenannt – bis 1945 bestand und zum Kreis Lyck im Regierungsbezirk Gumbinnen (ab 1905: Regierungsbezirk Allenstein) in der preußischen Provinz Ostpreußen gehörte.
Am 1. Dezember 1910 umfasste Gollupken 346 Einwohner.
Aufgrund der Bestimmungen des Versailler Vertrags stimmte die Bevölkerung im Abstimmungsgebiet Allenstein, zu dem Gollupken gehörte, am 11. Juli 1920 über die weitere staatliche Zugehörigkeit zu Ostpreußen (und damit zu Deutschland) oder den Anschluss an Polen ab. In Gollupken stimmten 240 Einwohner für den Verbleib bei Ostpreußen, auf Polen entfiel keine Stimme.
1933 waren in Gollupken 378 Einwohner verzeichnet.
Gollupken wurde am 16. Juli 1938 im Zuge der massiven Eindeutschung masurischer Ortsnamen baltischer oder slawischer Herkunft in „Lübeckfelde“ umbenannt.
1939 hatte Lübeckfelde (Gollupken) nur noch 348 Einwohner.
Letzter Amtsvorsteher in Lübeckfelde von 1938 bis 1945 war der vormalige Lycker Kreistagsabgeordnete Fritz Willutzki (NSDAP).
Nach Ende des Zweiten Weltkrieges 1945 fiel das zum Deutschen Reich (Ostpreußen), Regierungsbezirk Allenstein, Landkreis Lyck gehörende Lübeckfelde an Polen. Die ansässige deutsche Bevölkerung wurde, soweit sie nicht geflüchtet war, nach 1945 größtenteils vertrieben und neben der angestammten masurischen Minderheit durch Neubürger aus anderen Teilen Polens ersetzt. Der Ort wurde in „Golubka“ umbenannt.
Erster Bürgermeister nach 1945 in Golubka war Eugeniusz Makarewicz. Aus deutscher Zeit besteht bis heute noch teilweise erhalten ein evangelischer Friedhof.
Von 1975 bis 1998 gehörte Golubka zur damaligen Woiwodschaft Suwałki, kam dann 1999 zur neu gebildeten Woiwodschaft Ermland-Masuren. Heute ist Golubka Sitz eines Schulzenamtes (polnisch Sołectwo) und smot eine Ortschaft im Verbund der Gmina Kalinowo.
Mit Stand von 2006 leben in Golubka jetzt 1200 Einwohner.

### Amtsbezirk Gollupken/Lübeckfelde (1874–1945)
Der Amtsbezirk Gollupken bestand ursprünglich aus neun Dörfern, am Ende waren es aufgrund struktureller Veränderungen noch sieben:
| Name             | Änderungsname 1938 bis 1945 | Polnischer Name  | Bemerkungen                                  |
| ---------------- | --------------------------- | ---------------- | -------------------------------------------- |
| Gollubien A      | Gollen                      | Golubie          | 1928 in die Landgemeinde Gollubien überführt |
| Gollubien B      | Gollen                      | Golubie          | 1928 in die Landgemeinde Gollubien überfürht |
| Gollupken        | Lübeckfelde                 | Golupka          |                                              |
| Groß Skomentnen  | Skomanten                   | Skomętno Wielkie | ab 1893: „Skomentnen“                        |
| Klein Skomentnen | Skomanten                   |                  | ab 1893: „Skomentnen“                        |
| Mikolaiken       | Thomken                     | Mikołajki        |                                              |
| Saborowen        | Reichenwalde (Ostpr.)       | Zaborowo         |                                              |
| Szczudlen        | (ab 1936:) Georgsfelde      | Szczudły         |                                              |
| Wyssocken        | Waltershöhe                 | Wysokie          |                                              |

Am 1. Januar 1945 bestand der Amtsbezirk Lübeckfelde auf den Orten: Georgsfelde, Gollen, Lübeckfelde, Reichenwalde, Skomanten, Thomken und Waltershöhe.

## Religionen
Gollupken war bis 1945 in die evangelische Kirche Pissanitzen (1926 bis 1945 Ebenfelde, polnisch Pisanica) in der Kirchenprovinz Ostpreußen der Kirche der Altpreußischen Union sowie in die römisch-katholische Kirche St. Adalbert in Lyck (polnisch Ełk) im Bistum Ermland eingepfarrt.
Heute gehört Golubka katholischerseits zur Pfarrkirche in Chełchy (Chelchen, 1938 bis 1945 Kelchendorf) mit der Filialkirche in Sędki (Sentken) im Bistum Ełk der Römisch-katholischen Kirche in Polen. Die evangelischen Einwohner halten sich zur Kirchengemeinde in der Kreisstadt Ełk (Lyck), einer Filialgemeinde der Pfarrei in Pisz (deutsch Johannisburg) in der Diözese Masuren der Evangelisch-Augsburgischen Kirche in Polen.